# سنتز کینولین نیمنتوفسکی
سنتز کینولین نیمنتوفسکی(به انگلیسی: Niementowski quinoline synthesis) واکنش شیمیایی آنترانیلیک اسید‌ها و کتون‌ها (یا آلدهیدها) برای تشکیل مشتقات γ-هیدروکسی‌کینولین است.

## همچنین ببینید
- سنتز کینولین کمپس
- سنتز فریدلندر
- واکنش فیتزینگر

## کتابشناسی
- Hartz، R. (2011) in Name Reactions in Heterocyclic Chemistry II ، Jie Jack Li، EJ Corey (eds. ) ، ویلی ،شابک ‎۹۷۸−۰−۴۷۰−۰۸۵۰۸−۰ .